# FORG1VEN
Konstantinos "FORG1VEN" Tzortziou-Napoleón (pronunciado /fə(r)ˈɡɪv(ə)n/, forgiven), es un jugador profesional del videojuego de arena masiva en línea League of Legends nacido en Grecia. Actualmente se desempeña en el equipo H2K Gaming de Europa, como AD Carry. FORG1VEN se hizo conocido primero como jugador de torneos de Counter-Strike y posteriormente adoptó League of Legends como su juego principal.
Konstantinos es conocido conocido entre los espectadores de las ligas profesionales como uno de los mejores AD Carry, tanto estadísticamente como gracias a los elogios que su habilidad mecánica cosecha por parte de analistas y comentadores profesionales. Es también un ávido jugador del título de Blizzard, Overwatch, siendo uno de los invitados al campeonato mundial de este juego.

## Carrera profesional

### 2015
Tras su salida de Copenaghen Wolves, FORG1VENGRE se incorporó a la alineación del equipo SK Gaming, terminando cuartos en el torneo europeo, un resultado que fue criticado ya que se esperaba más del equipo.

Luego abandonar SK Gaming, FORG1VENGRE se unió a Gambit Gaming como el AD Carry titular. Durante las últimas semanas del torneo europeo, cuando aún estaba en juego la clasificación al campeonato mundial, FORG1VEN recibió una penalización de parte de Riot Games que le impidió participar de las partidas disputadas, dado su mal comportamiento dentro del juego. Amaury "Moopz" Minguerche jugó en su lugar, y el equipo cayo en relegaciones, perdiendo toda oportunidad de llegar al mundial. 
Kristoffer "P1noy" Albao Lund Pedersen jugo el torneo de promoción en lugar de Konstantinos, que perdió la titularidad y abandono el equipo poco después.
FORG1VENGRE se incorporó a H2k-Gaming a finales de 2015 para jugar con ellos en la temporada 2016.

### 2016
En una de las últimas semanas de la competición europea, el revela que el ejército griego lo contactó para realizar el servicio militar obligatorio. El equipo gestionó y consiguió una prórroga de este, por lo que pudo continuar jugando y consolidó a H2k en segunda posición, clasificándose así para los playoffs europeos. Konstantinos y su equipo terminan cuartos, tras perder contra Fnatic.
Abandono H2k-Gaming una vez finalizado el torneo de primavera para unirse al equipo español Origen. Una semana después, es movido a la posición de suplente, citando el equipo "falta de motivación".
Konstantinos se incorporó nuevamente y juega actualmente para H2K tras una herida que dejó a Alees "Freeze" Knezinek, el AD Carry titular fuera de la competencia.
FORG1VENGRE y su equipo, compuesto además por Odoamne, Jankos, Vander, Ryu y Freeze jugaron el Campeonato Mundial de la Temporada 2016 tras clasificarse al obtener el tercer puesto en el torneo europeo. Terminaron en tercer/cuarto puesto.

### 2018
A principios de 2018, se rumoreó de una vuelta.
En abril finalmente firmó de vuelta con Origen y jugara con ellos para una plaza en el torneo europeo.